# ستيرلينغ إي. لانيير
ستيرلينغ إي. لانيير (بالإنجليزية: Sterling E. Lanier)‏ (18 ديسمبر 1927، نيويورك في الولايات المتحدة - 28 يونيو 2007، ساراسوتا في الولايات المتحدة)؛ كاتِب ومؤلِّف وروائي أمريكي. درس في جامعة هارفارد.